# 青峰山乡
青峰山乡是中国辽宁省朝阳市建平县下辖的一个乡。

## 行政区划
青峰山乡下辖宋家湾村、山咀村、西大杖子村、建昌沟村、兴隆地村、孤家村、赵家店村、向阳山村。